# Władimir Hofman
Władimir Władimirowicz Hofman, ros. Владимир Владимирович Гофман (ur. 7 kwietnia 1888, zm. 17 lutego 1950 w Paryżu) – rosyjski wojskowy (pułkownik), emigracyjny działacz kombatancki
Ukończył suworowski korpus kadetów, zaś w 1908 pawłowską szkołę wojskową. Służył w stopniu podporucznika w lejbgwardii 3 Pułku Strzeleckiego. W 1912 r. awansował na porucznika. W 1913 ukończył nikołajewską akademię sztabu generalnego. Służył w sztabie Warszawskiego Okręgu Wojskowego. Brał udział w I wojnie światowej. Służył jako starszy oficer sztabowy w sztabie XV Korpusu Armijnego. W sierpniu 1914 r. dostał się do niewoli niemieckiej. Trzykrotnie uciekał z obozu jenieckiego, ale za każdym razem był łapany. W rezultacie osadzono go w twierdzy w Kostrzynie nad Odrą. Na pocz. 1919 r. wstąpił do wojsk Białych gen. Antona I. Denikina. Pełnił funkcję zastępcy, a następnie szefa oddziału zagranicznych misji wojskowych w sztabie Sił Zbrojnych Południa Rosji. Doszedł do stopnia pułkownika. W 1920 został wysłany do Polski, gdzie został kierownikiem kancelarii gen. Piotra S. Machrowa, czyli przedstawiciela wojskowego gen. Piotra N. Wrangla. Na emigracji zamieszkał we Lwowie. Następnie przeniósł się do Paryża. Był członkiem Stowarzyszenia Oficerów Sztabu Generalnego i Stowarzyszenia lejbgwardii Pułku Strzeleckiego.